# Jewhen Arżanow
Jewhen Ołeksandrowycz Arżanow ukr. Євген Олександрович Аржанов, ros. Евгений Александрович Аржанов (ur. 22 kwietnia 1948 w Kałuszu) – ukraiński lekkoatleta startujący w barwach ZSRR, średniodystansowiec, wicemistrz olimpijski i mistrz Europy.
Największe sukcesy odnosił w biegu na 800 metrów. Startował na igrzyskach olimpijskich w 1968 w Meksyku, gdzie zakwalifikował się do półfinału, ale w nim nie wystąpił. Na mistrzostwach Europy w 1969 w Atenach zajął 4. miejsce. 
Pierwsze zwycięstwo na dużej imprezie międzynarodowej odniósł podczas halowych mistrzostw Europy w 1970 w Wiedniu, gdzie wygrał bieg na 800 metrów. Powtórzył ten sukces na halowych mistrzostw Europy w 1971 w Sofii.
Zdobył złoty medal w biegu na 800 metrów na mistrzostwach Europy w 1971 w Helsinkach.
Był jednym z faworytów biegu na 800 metrów na igrzyskach olimpijskich w 1972 w Monachium. Prowadził do ostatnich metrów, ale na linii mety Amerykanin Dave Wottle wyprzedził go piorunującym finiszem; Arżanow wywrócił się tuż za metą. Różnica czasu między Wottle’em a Arżanowem wyniosła 0,03 s (Wottle – 1:45,86, Arżanow – 1,45:89).
Arżanow wygrał na swym koronnym dystansie na uniwersjadzie w 1973 w Moskwie. Był mistrzem ZSRR na 800 metrów w 1970, 1971 i 1973, wicemistrzem w 1969 i brązowym medalistą w 1975. Jego rekord życiowy w tej konkurencji wynosił 1:45,3.
W 1972 otrzymał tytuł Zasłużonego Mistrza Sportu ZSRR. Był nagrodzony Orderem „Znak Honoru”.